# 万能野菜 ニンニンマン
『万能野菜 ニンニンマン』（ばんのうやさい ニンニンマン）は、若手アニメーター育成プロジェクトにて制作された日本のアニメーション。

## キャスト
- まりちゃん - 早見沙織
- ニンニンマン - 森川智之
- ぴーマン - 釘宮理恵
- ミルク - 井上喜久子
- モモちゃん - 高橋美佳子
- ママ（魔魔） - 小山茉美
- パパ（羽羽）- 樋口武彦
- 先生 - 佐藤聡美
- 石野カズミ - 茅野愛衣
- 滝沢ゆう - 田村睦心
- 生徒A - 松岡禎丞
- 生徒B - 田頭里奈

## スタッフ
- 監督・脚本・キャラクターデザイン - 吉原正行
- 作画監督 - 川面恒介
- 作画監督補佐 - 倉川英揚
- 原画 - 鈴木美咲、宮岡真弓、戸谷賢都、佐藤孝一、久保光寿、大東百合恵、牧野博美、蔦佳穂里、小島明日香、藤井康雄、早川麻美、奥佳奈絵、菅沼芙実彦、西口智也
- 美術監督 - 竹田悠介
- 色彩設計 - 井上佳津枝
- 撮影監督 - 福士享
- 編集 - 黒澤雅之
- 音楽 - 林ゆうき
- 音響監督 - 明田川仁
- プロデューサー - 堀川憲司
- アニメーション制作 - ピーエーワークス